# Dancs mester
Dancs mester (1277 körül – 1345 után) zólyomi ispán a Balassa család tagja, a 14. század második negyedében Magyarország egyik leghatalmasabb főura.

Dancs mester címere (1327). A legkorábbi ismert magyar címeradomány és egyben címerjavítás. A címerleírás alapján rekonstruált címerrajz.

## Élete
Dancs mester ősének Detre zólyomi ispánt, a gyarmati Balassa család ősét tartják. Balassa Domokos unokaöccse volt, és már viszonylag fiatalon ő lett a család feje.
Dancs (Donch) neve III. Andrásnak, az utolsó Árpád-házi királynak a halála utáni zűrzavaros időkben tűnt fel. Eleinte Vencel cseh király pártján állt, Csák Mátéval együtt. Csák Máté híveként Sáros várát védte Károly Róberttel szemben. Az akkori általános fejetlenségben magának foglalta le a zólyomi, lipcsei, dobronyai (Zólyom vármegye) és a Hont vármegyében fekvő palajtai királyi várakat. Ezeket a királyi hadak hamarosan visszafoglalták. Ennek hatására Dancs átállt Károly Róbert pártjára állt, és hamarosan a király egyik leghívebb embere lett. Több vár építtetése és átépítése köthető nevéhez, többek között Liptóújvár és Szklabinya vára, illetve Liptó vármegyének a kialakulása is az ő tevékenységével függhetett össze. Főként a mai közép-Szlovákia térségében több templom alapítása és átépítése, a bányászat és kereskedelem fejlesztése, illetve városi jogok (Körmöcbánya 1328, Szucsány, Turócszentmárton 1340, Zólyomlipcse 1340) adományozása köszönhető neki.
1312-ben részt vett a rozgonyi csatában I. Károly király oldalán. Visszaszerezte Csák Mátétól Zólyom vármegyét. 1316-ban részt vett Visegrád visszavívásában. 1317-ben a királyt segítette a Bihar megyében levő Adorján vára, majd Komárom megvívásában. 1317–1337 között ő volt a régi Zólyom vármegye főispánja, és közben rövidebb időszakokra Zemplén vármegye (Patak vármegye) főispánja is. 1323–1328 között Avignonban volt a király követe.
1327-ben Csák Máté halála után hatalmas birtokokat és címeket kapott jutalmul, a király egyik bizalmas tanácsadója volt. 1330-ban ő tanácsolta Károly Róbert királynak, hogy fogadja el Bazarab havasalföldi vajda békeajánlatát. Bár Károly Róbert nem fogadta meg tanácsát, Dancs azonban mégis vele tartott a szerencsétlen kimenetelű oláh hadjáratba, és mikor a király veszedelembe jutott, saját testével védte meg őt. 1333-ban tagja volt annak a küldöttségnek, amely a királyt és fiát, a kis Endrét kísérte Nápolyba.
Részt vett a havasalföldi hadjáratban is. Tagja volt a Zách Feliciánt elítélő törvényszéknek.
Több várat és templomot építtetett, valószínűleg olasz mesterekkel. Ő alapította Rózsahegyet és Turócszentmártont.[forrás?] A gyakorlatban ő építette ki Zólyom vármegyét amely akkor még magában foglalta a későbbi Turóc, Liptó és Árva vármegyéket is. Ipolyi Arnold véleménye szerint az 1876-ban felfedezett turócszentmártoni freskókon az ő alakját is megörökítették.

## Birtokai
Birtokai közé tartozott Szucsány, Blatnica, Szklabinya vára Turóc vármegyében, Óvár a varini uradalommal Trencsén vármegyében és Árva vára is. Árva várát Csáktornya és Stridó várakért a Muraközben a királynak adta cserébe, majd 1334-ben ismét elcserélte őket a királlyal Révkomárom váráért. Kraszna vármegyében az övé volt Valkó vára és vele a valkóváraljai uradalom. Valkó várát 1341-ben cserével szerezte meg. Bírta Likava várát is. 1339-ben liptói ispán lett. Magánvára a zólyomi erdőispánságban álló Zólyomlipcse volt. Nyugati hospeseket hívott a birtokaira.